# USS Birmingham (CL-62)
O USS Birmingham foi um cruzador rápido operado pela Marinha dos Estados Unidos e a sexta embarcação da Classe Cleveland. Sua construção começou em fevereiro de 1941 nos estaleiros da Newport News Shipbuilding na Virgínia e foi lançado ao mar em março de 1942, sendo comissionado em janeiro do ano seguinte. Era armado com uma bateria principal composta por doze canhões de 152 milímetros montados em quatro torres de artilharia triplas, tinha um deslocamento de mais de catorze mil toneladas e alcançava uma velocidade máxima de 32 nós.
O Birmingham entrou em serviço no meio da Segunda Guerra Mundial e sua primeira operação foi dar apoio para a invasão da Sicília no Mar Mediterrâneo. Em seguida foi transferido para a Guerra do Pacífico e colocado para atuar na função de escolta antiaérea para a frota de porta-aviões norte-americanos, participando primeiro da Campanha das Ilhas Salomão. Nesta, acabou sendo bombardeado três vezes durante um ataque aéreo japonês em 8 de novembro de 1943, ficando seriamente danificado. Recuou para Pearl Harbor e ficou sob reparos até fevereiro de 1944.
O navio voltou para a ação e se envolveu nas Campanhas das Ilhas Marianas e Palau, Filipinas e Ilhas Vulcano e Ryūkyū. Foi danificado em outubro de 1944 na Batalha do Golfo de Leyte enquanto tentava auxiliar o porta-aviões rápido USS Princeton e depois foi vítima de um ataque kamikaze em maio de 1945 durante a Batalha de Okinawa. A guerra terminou em agosto e o Birmingham passou alguns meses servindo na Austrália, retornando para os Estados Unidos e sendo descomissionado em janeiro de 1947. Permaneceu inativo até ser desmontado em 1959.

## Características

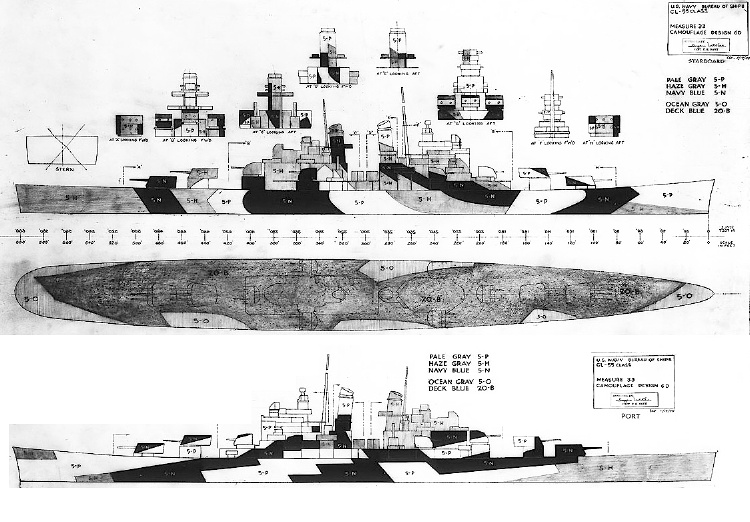
Desenho da Classe Cleveland

Os cruzadores rápidos da Classe Cleveland começaram a serem desenvolvidos no final da década de 1930. O Segundo Tratado Naval de Londres de 1930 limitava o deslocamento de navios do tipo a 8,1 mil toneladas. Entretanto, após o início da Segunda Guerra Mundial em setembro de 1939, o Reino Unido anunciou que iria suspender o tratado pela duração do conflito, uma decisão rapidamente seguida pelos Estados Unidos. Este, apesar de ainda neutro, reconheceu que sua entrada na guerra era provável e que a necessidade urgente de mais navios impedia um projeto totalmente novo, assim a Classe Cleveland teve seu projeto muito baseado na predecessora Classe Brooklyn. A principal diferença foi a remoção de uma torre de artilharia tripla de armas de 152 milímetros em favor de uma torre dupla de 127 milímetros.
O Birmingham tinha 185,95 metros de comprimento de fora a fora, boca de 20,22 metros e calado de 7,47 metros. Seu deslocamento padrão era de 11 932 toneladas, enquanto o deslocamento carregado chegava a 14 358 toneladas. Seu sistema de propulsão era composto por quatro caldeiras Babcock & Wilcox que queimavam óleo combustível proporcionando o vapor para quatro conjuntos de turbinas a vapor General Electric, cada uma girando uma hélice. A potência indicada era de 102 mil cavalos-vapor (75 mil quilowatts), suficiente para levar o navio a uma velocidade máxima de 32,5 nós (60,2 quilômetros por hora). Sua tripulação era composta por 1 285 oficiais e marinheiros.
Sua bateria principal era formada por doze canhões Marco 16 calibre 47 de 152 milímetros montados em quatro torres de artilharia triplas na linha central do navio, duas na proa e duas na popa, em ambos os casos com uma torre sobreposta à outra. A bateria secundária tinha doze canhões de duplo-propósito calibre 38 de 127 milímetros em seis torres de artilharia duplas. Duas ficavam na linha central à proa e à ré da superestrutura, enquanto as outras quatro ficavam nas laterais da superestrutura, duas de cada lado. A bateria antiaérea tinha 28 canhões Bofors de 40 milímetros em quatro montagens quádruplas e seis duplas mais 21 canhões Oerlikon de 20 milímetros em montagens únicas.
O cinturão principal de blindagem do Birmingham tinha uma espessura que variava de 89 a 127 milímetros, com a seção mais espessa ficando à meia-nau, onde protegia os depósitos de munição e as salas de máquinas. Seu convés blindado tinha 51 milímetros de espessura. As torres de artilharia principais eram protegidas com uma frente de 170 milímetros e laterais e teto de 76 milímetros, ficando em cima de barbetas com 152 milímetros. Sua torre de comando tinha laterais de 127 milímetros.